# Gunnar Petersson
Sven Gunnar William Petersson, född 30 oktober 1904 i Lidhults församling, Kronobergs län, död 1 augusti 1970 i Uppsala domkyrkoförsamling, var en svensk agronom. 
Petersson genomgick Önnestads folkhögskolas högre avdelning och Alnarps lantbruksinstitut . Han var anställd vid Svenska Sockerfabriks AB som betinspektör och förvaltare 1 februari 1932 – 31 januari 1939.1 februari tillträder han en tjänst som lantbruksinspektör på Svenska Sockerfabriks Aktiebolagets jordegendom i Teckomatorp.  1 mars 1940 förordnas han som föreståndare för statens försöksgård Mosslunda, som därefter namnändras till Ugerup. Han var bland annat ordförande i Mosslunda bränneriförening 1940, sekreterare och styrelseledamot i Sveriges potatisodlares riksförbund 1944, ordförande i Skånes lokalavdelning av Svenska lantbrukstjänstemannaföreningen 1948, verkställande direktör i och ledamot av styrelsen för Kristianstadsortens seminförening 1947, ledamot av Kristianstadsortens försöksringar 1940, av Kristianstads läns centrala kontrollförening 1945 och Kristianstads läns svinavelsförening 1948. Utöver nedanstående skrifter författade han ett stort antal artiklar i fackpressen och flera smärre skrifter.